# الأميرة (لهجة)
```
أميرة
، وهي أيضا 
جبل الأميرة
، هي لغة 
نيجرية كنغوية
 يتحدث بها في 
كردفان
، 
السودان
. تعتبر في بعض الأحيان لهجة من لافوفا.
[
1
]
```